# طقوس كنسية

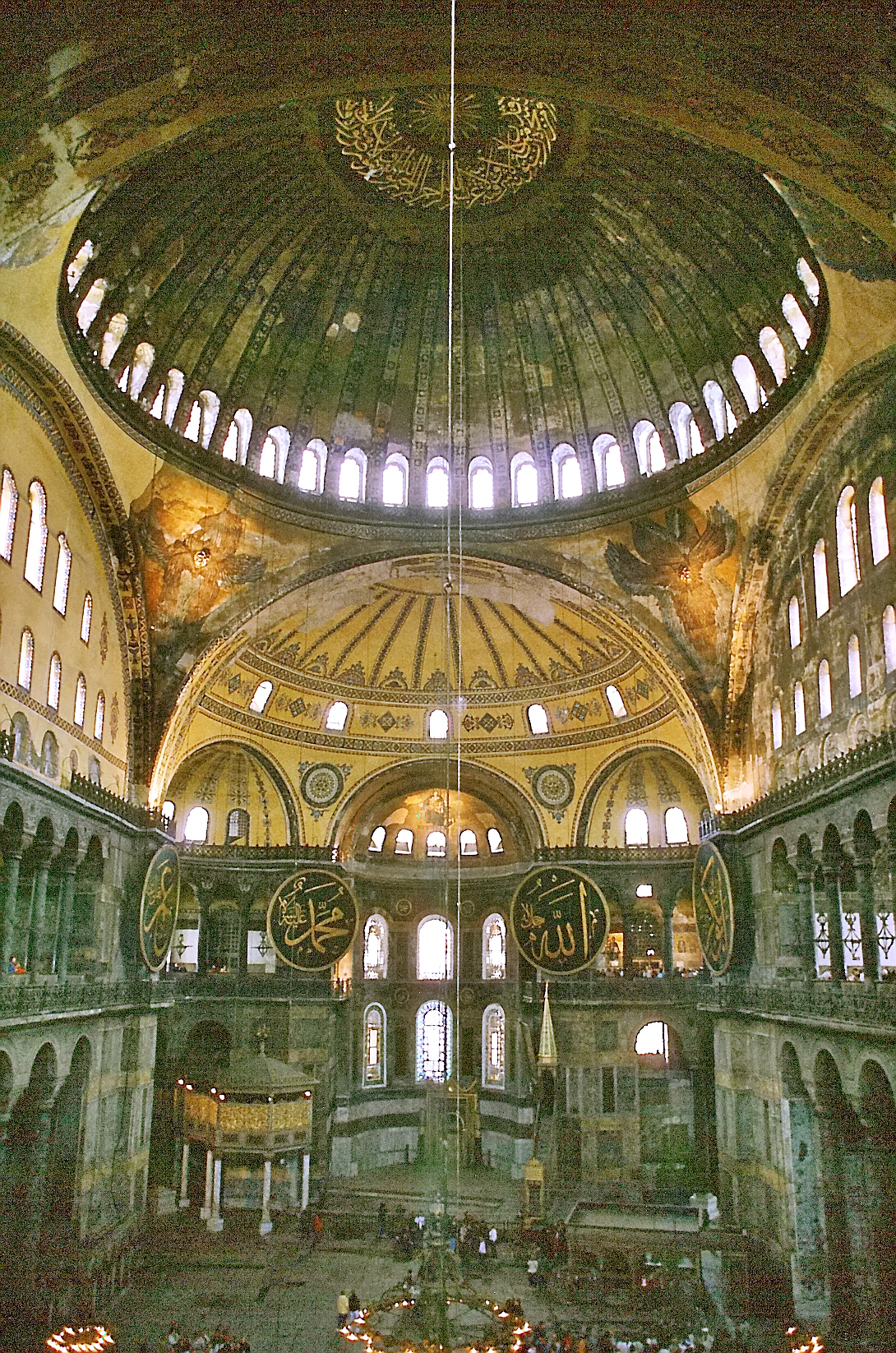
لقطة داخلية للقبة ويظهر بها الزخارف البيزنطيّة

## الفعل الطقسي في الكنائس البيزنطيّة (الشرقية) والأجواء المحيطة

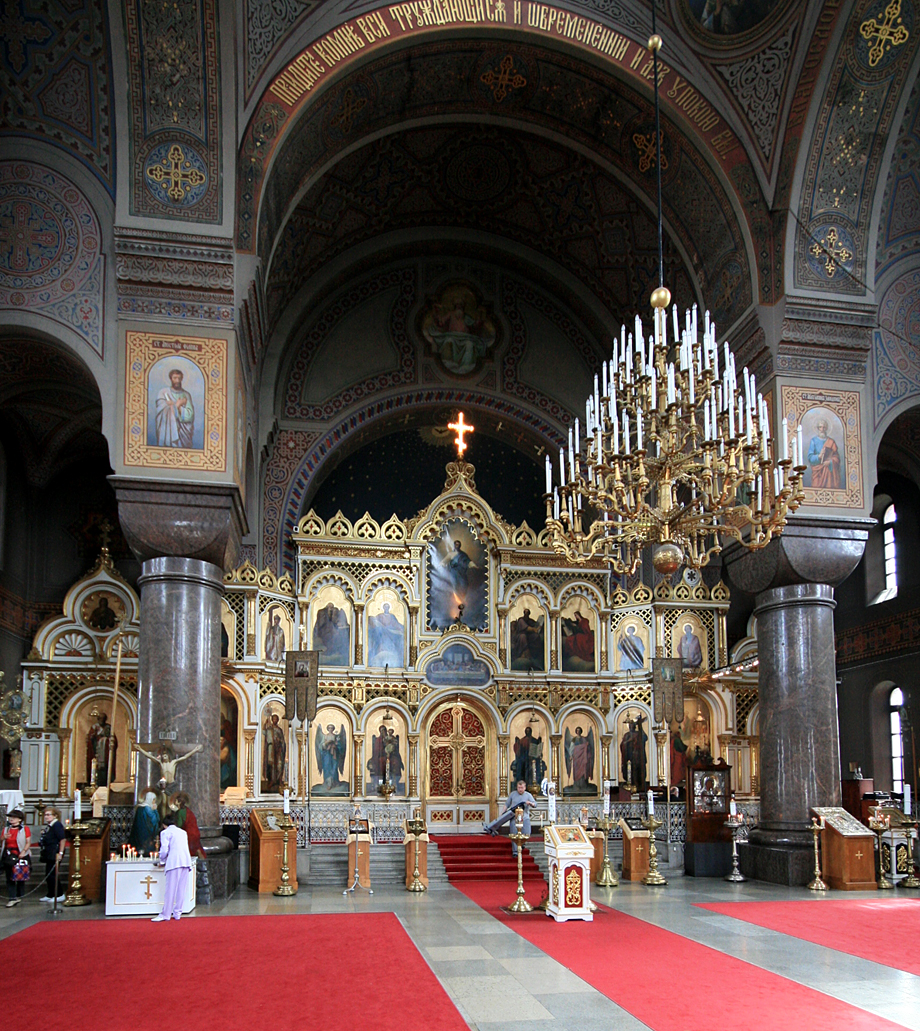
داخل كنيسة أرثوذكسية.

بعد انتشار المسيحية وتفوقها على الوثنية، ظهرت الحاجة إلى أبنية كبيرة تستوعب أعدادًا متزايدة من الأتباع والتي كانت تحتاج بدورها إلى الزخرفة والزينة، وكما في كل الأديان كانت هذه الأبنية الضخمة تزين بصور وزخارف ورموز دينية وفي حالة الدين المسيحي تم منذ القدم تزيين الكنائس بصور تجسد قصة صلب المسيح التي يؤمن بها أتباع الديانة المسيحية. فولدت فنون النحت والفسيفساء والتصوير من جديد، ومع تراجع التيار الهلنستي إلى بلاد اليونان إثر تقدم آسيا الصغرى وسوريا صناعيًا وازدياد قوتهما في حين ضعفت روما بسبب الغزو الأجنبي تلاقت في بيزنطة مؤثرات الفن الشرقي الساساني والنسطوري (الشرقي) والقبطي (مصر) ليولد فن بيزنطي زخرفي رمزي كما الفن الشرقي بعيدًا عن الفن اليوناني الممثل للطبيعة. ومتأثرة كذلك بالعناصر الإيرانية والأرمنية والشرقية.[محل شك][بحاجة لمصدر]
فظهرت الرسوم على الجدران ونقوش الفسيفساء لتقص حياة المسيح وأعمال الرسل بحسب الاعتقاد المسيحي وذلك في كنائس تحوي القباب والعقود والأقواس واستخدموا التاج ” الثيوديسيا “ للأعمدة بأن جمعوا بين (آذان) النمط الأيوني، وأوراق النمط الكورنثي. فحفروا على هذا التاج المركّب أجمة من النبات والحيوان، ووضعوا بينها وبين الجدران والأقواس ليتناسب معها عصابة مربعة وعريضة في أعلاها، ومستطيلة وضيقة نوعًا ما عند قاعدتها ثم حفروا عليها أزهارًا مع مرور الأيام.
وجاءت الرسوم المستوحاة من حياة السيد المسيح، ومن الكتاب المقدس، أو ما سمي بالأيقونة البيزنطية لتزيين الجدران وقد نفّذت بمزج الألوان بمحلول الماء والصمغ أو الغراء وبزلال البيض على الخشب أو على الجبس بعد أن يجف، وكذلك الفسيفساء المنفذة بمكعبات الحجارة أو الزجاج الملون البراق فوق أرضية زرقاء أو ذهبية واستُخدمت الزخرفة بشكل مكثف لتغطية المساحات المعمارية بحسب الذوق الفني السائد حينها. كما وزينت الملابس والمذابح والعمد والجدران بالجواهر والأحجار الكريمة وصفائح الذهب والفضة، ونقشت المنابر وأسوار المحاريب وعلقت الأنسجة المزخرفة على الجدران وفرشت الأرض بالطنافس وغطيت المذابح والمنابر بالأقمشة المطرزة وبالحرير. امتاز الفن البيزنطي باستخدام الألوان والرموز والزينة بشكل بارز، ما نتج عنه تفاعل بصري وروحي في الطقس الديني، لتتداخل فنون الرسم والتلوين والنحت معًا في مزيج يصعب فصله. ويمكننا مشاهدة آثاره في ”آيا صوفيا“ كمثال.
في هذا الجو المحيط من الفنون التشكيلية الدينية كانت الطقوس تتم بألفاظ طنانة ونغمات موسيقية ساحرة متكررة تستحوذ على النفوس وتقوم على مزج العاطفة بالعقيدة وجامعة بذلك لعدد من الفنون السبعة، وقد كان للموسيقى علامات خاصة يونانية استبدلت في القرن الرابع بالحروف الهجائية التي كانت تمثل بها الأنغام علامات رمزية، وقد ألّف ”رومانُس Romanus“ الراهب اليوناني في أواخر القرن الخامس ألفاظ الترانيم التي لا تزال حتى اليوم جزءًا من الطقوس الدينية ولحنها.

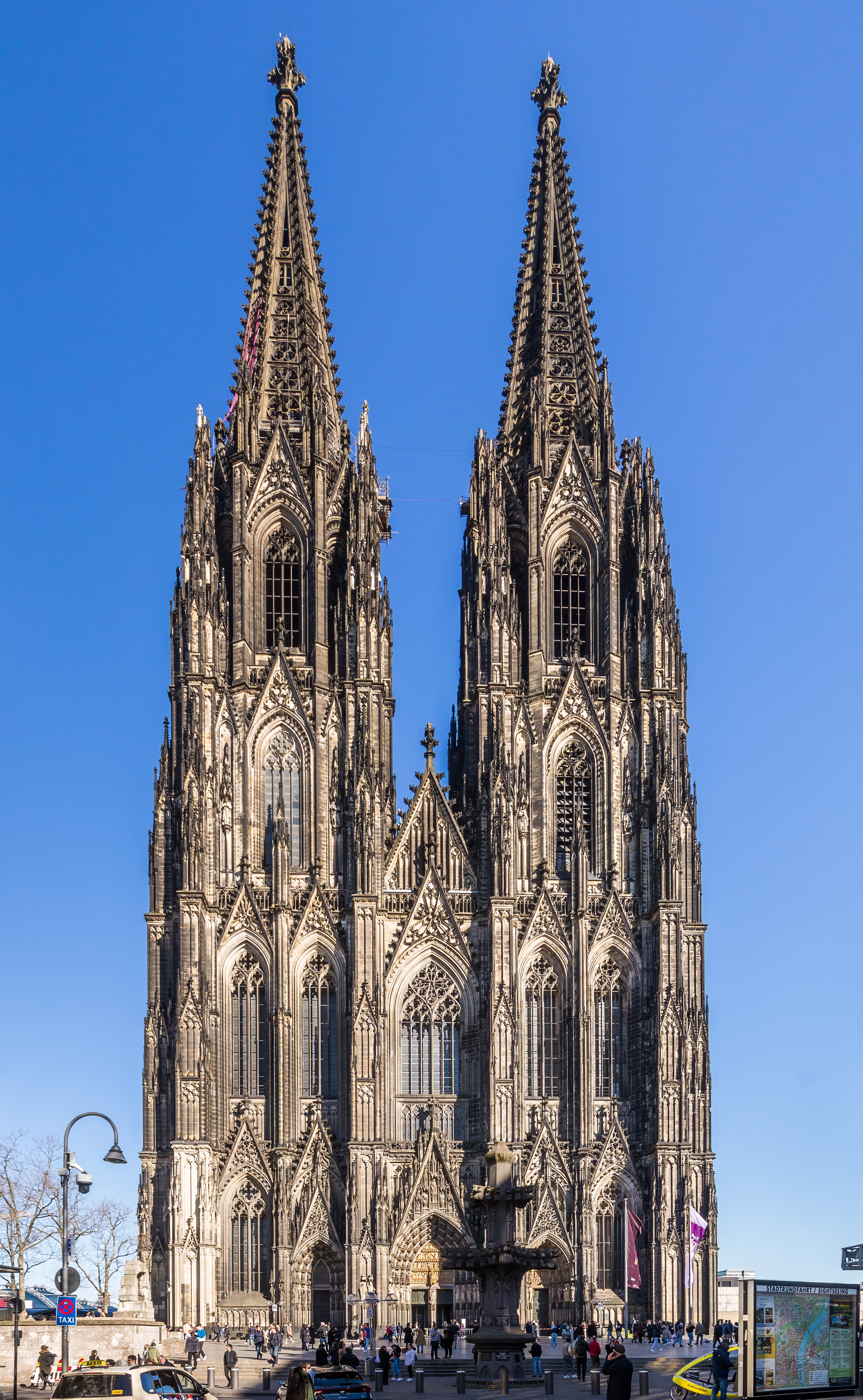
كاتدرائية كولونيا المبنية على الطراز القوطي

## الفعل الطقسي في الكنائس الغربيّة
وضع البابا ”هادريان الأول“ منشورًا خاصًا حول الطقوس الكنسيّة وكان عمله هذا إتمامًا لجهود بذلها ”جريجوري الأول“ كما ودون ”جويوم دوران Guillaume Durand“ أهم طقوس الكنيسة الرومانية في كتاب ”عرض للوظائف الدينية قائم على العقل Rationale divrnorum officiorum 1286“ وشكل القداس محور العبادات المسيحية حيث كان يُعرف في القرون الأربعة الأولى باسم ”الحمد Eucharist“ ثم اجتمعت حوله خلال الزمن مراسيم متتابعة معقدة من الأدعية والترانيم تختلف باختلاف أيام السنة وفصولها والغرض الذي يقام القداس من أجله وكان القداس ينشد على الدوام في أول الأمر بمشاركة المصلين ثم قلّ اشتراك المصلين فيه أثناء القرن الرابع وما بعده وأخذ مرتلون مختصون يردون على المنشد، وترانيم تتسم أحيانًا بالبساطة اللغوية والميل إلى الألفاظ المقفاة، ولكن في العصور الوسطى القرنين 12 و13 أصبحت محكمة العبارات تتخللها القوافي الرخيمة وتعبر عن أفكار طيبة رقيقة وترتفع إلى مستوى أعظم الشعر الوجداني الذي انتجه الأدب العالمي. كما وكانت تقام في الأعياد الدينية حفلات ومواكب وكانت حوادث آلام المسيح تمثل في آخر ثلاثة أيام في أسبوع الآلام، متضمنة مسرحية دينية ذات حوار وأغاني بسيطة، وكانت هذه المواكب والاحتفالات هي التي مهدت السبيل للمسرحية غير الدينية في العصور الوسطى.

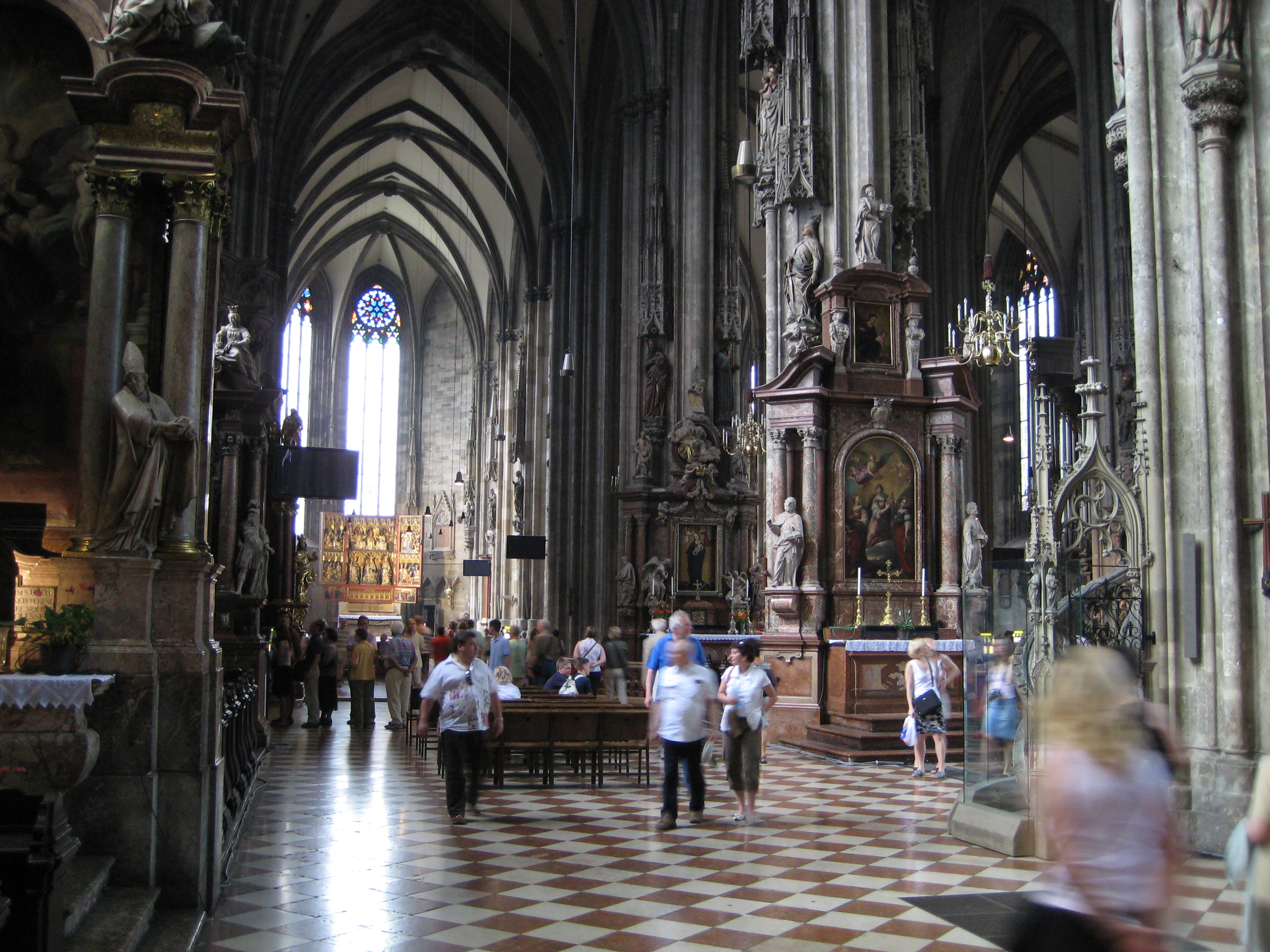
داخل كاتدرائية فيينا.

### الأجواء الفنيّة المحيطة بالطقوس الكنسيّة الغربيّة
لم تكن الكنيسة تقيم تعاليمها الأخلاقية التي تصل إليها عن طريق العقائد الدينية على الجدل المؤدي إلى الإقناع بل كانت تلجأ للوصول لهذا الغرض إلى الحواس وذلك بالتمثيل والموسيقى والتصوير والنحت والعمارة والقصص والشعر، وكانت هذه الطقوس في الكنائس الغربية تتم داخل عمارة تطورت لتصل إلى ما سمي بالعمارة القوطية التي تطورت إلى إقامة القباب من الحجارة والآجر خوفا من الحريق، ولزيادة ثقلها أوجب تسميك الجدران والدعامات مما قلل من حجم النوافذ وأثر على الإضاءة الطبيعية داخل الكنيسة، ثم اخترعت القبة المضلعة التي قللت من ثقل السقف فجاءت الأعمدة الحاملة لها رفيعة وسمح بوجود نوافذ طويلة في الجدران القليلة السمك مما سمح لممارسة فن الزجاج الملون كما أن الإطارات الحجرية التي تعلو النوافذ المركّبة شجعت على النقوش الغائرة أو الرسوم السطحية، وأصبحت عقود القباب والعقود الأخرى وأشكال النوافذ مستدقة، وظهرت الأبراج الكبيرة وأبراج الأجراس الرفيعة وتميّز الطراز القوطي بارتفاعه العمودي وتصميمه الرفيع وانتشرت الزخارف الخطية (ثقب الحجارة بأشكال زخرفية من أي نوع كان) على الجدران وشماريخ المساند والأسقف الهرمية التي فوق المداخل و(بطنيات) العقود المثلثة المحصورة بين كل عقدين والبواكي التي تعلو العقود بين الصحن والطرقات الجانبية والستائر والمنبر والحظار الزخرفي الذي خلف المذبح كما كانت واجهات المباني والطنف والأبراج وزُينت بصور رمزية تمثل الرسل والشخصيات الدينية المختلفة، وفق التأويلات العقائدية السائدة، وصورت تيجان الأعمدة، ووجدت زخارف للزينة والحلي من الخشب والحجارة وعتبات الأبواب والنوافذ العليا وقوائم أكتاف الأبواب والنوافذ، ونحتت تماثيل من الحجارة لحيوانات عجيبة ومرعبة لتكون ميازيب gargoyles تبعد المطر الذي يلوث المباني عن الجدران أو تجره إلى الأرض، وضمن هذا الجو التشكيلي في الكنيسة كانت تتم القداديس بمصاحبة (النشيد الجريجوري) البسيط أو الترانيم الجريجورية ذات النغم الواحد الذي لا يصحبه أي آلة موسيقية ثم تطور وتعقد وتزخرف في القرن الثاني عشر ليتناسب مع الطراز القوطي في العمارة، وتطلب هذا التعقيد علامات موسيقية أفضل مما استعمل في الأغنية السهلة.

### تطور تنويط الموسيقى في الطقوس الكنسيّة الغربيّة
فتطورت عملية التنويط على يد ”أدو Odo“ رئيس دير ”كلوني“ و ”نوركر بلبولس Norkar Balbeulus“ وهو أحد رهبان دير ”جول Gall“ في القرن العاشر ثم على يد كاتب لم يفصح عن اسمه في القرن الحادي عشر ثم وحوالي عام 1040 قام راهب يدعى ”جيدو الارزوي Guido of Arezzo“ بتسمية الست نغمات الأولى من السلم الموسيقي بأسمائها الحالية فلقب ”جيدو“ بلقب مخترع الموسيقى، فبفضله لم يعد المغنون يحفظون الموسيقى اللاتينية عن ظهر قلب وأصبح تأليف الموسيقى ونقلها وحفظها وقراءتها أكثر سهولة وبهذا تعددت الأنغام في المقطوعة الواحدة وأصبح بالإمكان أن يغنيها صوتان أو أكثر في وقت واحد أو أن يعزف اثنان أو أكثر ألحانًا مختلفة ولكنها متوافقة، ثم جاء قس عالم في الرياضيات يدعى ”فرانكو“ في القرن الحادي عشر فوضع رسالة في قياس الغناء جمع فيها كل ما وجد قديمًا من مقترحات نظرية وعملية ووضع أساسًا للطريقة المستخدمة حاليًا في الموسيقى للدلالة على أطوال النغمات الموسيقية، وانتهى الأمر بأن جعلت ثلاثة أو أربعة أو خمسة بل ستة أصوات مختلفة في بعض الأحيان تغنى في مجموعة متشابكة من الإيقاع الانفرادي تتقابل فيه الألحان وتمتزج في انسجام شبيه بالعقود المتقابلة في قبة قوطية.

### الدراما الطقسيّة والدراما النصف طقسيّة
بين القرنين التاسع والحادي عشر تطورت الطقوس إلى دراما طقسيّة لأن الطقس أصبح غير كافٍ لتلبية تطلعات الجمهور المتفاعل مع الطقس الكنسي فتداخلت فيه العديد من التوسيعات والتنويعات إلى أن أقيمت عروض حقيقة داخل الكنائس وكان ممثلوها الرئيسين هم القائمون بالطقوس (الكهنة ومعاونوهم) ضمن موضوعات مستمدة من الكتاب المقدس ومن هذه العروض كمثال ”لعبة دانيال“ لكاتبها ”ديبوفيه“ القرن الحادي عشر، ويلاحظ فيها هيمنة العنصر الموسيقي ضمن وظيفية مسرحية وكانت غايتها تثقيف المؤمنين ضمن سياسة الكنيسة، وكانت تنشد باللغة اللاتينية الكنسيّة، ثم ما لبثت أن حوربت هذه المسرحيات في المجامع الكنسيّة فحظرت التمثيليات الدينية داخل الكنيسة وانتقلت إلى باحات الكنائس والساحات لتصبح دراما نصف طقسيّة وأصبحت الأدوار وقفًا على ممثلين هواة في بادئ الأمر ثم محترفين فيما بعد وبدأت تتعدد اللغات في المسرحيات بحسب القوميات تمهيدًا لقيام مسارح خاصة بكل بلد، كما جاء خروج المسرح من الكنيسة لضرورة توسيع مكان الفعل وزيادة عدد الممثلين وتصوير أحداث الدراما بلغة أكثر قربًا من المتلقي العام وتتيح له التفاعل مع العرض وفي منتصف القرن الثاني عشر سميت هذه الدراما نصف الطقسيّة في فرنسا: بـ (الألعاب والمعجزات والأسرار) حيث احتوت على تأليف شعر من رجال الكنيسة أو البورجوازية وتمثيل مرتبط بقواعد الإيماء والإلقاء، وتحوي أزياء وأدوات وديكورات تعتمد على مجموعة أماكن مختلفة تقدم بشكل مساحات متلاصقة أفقيًا وأحيانًا عموديًا تسمى ”بيوتا“ تمثل كل منها مكانًا مختلفًا جغرافيًا، كالجحيم والسماء والجليل وقصر بيلاطس والقبر والسجن والجلجلة والجنة وأما في إيطاليا فتطورت الطقوس إلى ما سمي بالمدائحيّات.

### المدائحيّات
وقد ألفت جماعات دائمة منظمة بمبادرة من رجال الدين مهمتها إقامة جوقة دينية لكل عيد يقام وفق تقاليد المداحين وسميت هذه المجموعة من المؤلفات التي تنشدها هذه المجموعة باسم (المدائحيّات) وكان بعضها يحتوي إخراجًا معقدًا ومكان العرض المفضل في البدء كان داخل الكنيسة، ويتم الحفل بأسلوب متعدد النغم، وبعض الجوقات، ثم جوقتان متناوبتان، ولضرورة المؤثرات المسرحية تحولت المسرحية إلى باحات الكنائس ثم إلى الساحات وفي القرن الخامس عشر ظهرت المنصة بظهور التمثيليات الدينية، وكانت تقسم إلى أجزاء يسمى كل منها (البيت) وتوضع عليها لافتة توضّح غايتها، وكانت الجنة في الأعلى وفي إحدى الزوايا يوُضع مجسم لتنين مفتوح الفم ليجسد مدخل الجحيم، ضمن الإخراج المسرحي، وكانوا يستخدمون مقاطع شعرية تتألف من ثمانية أبيات ربما وفقًا لفن الإنشاد الرتيب الذي كان يمارسه ”المغنون الشعبيون“.
وهنا يمكن الوقوف عند كلام فيتوباندولفي: [ …وفي هذه الحال، قد يجوز لنا أن ننظر إلى المدائحيات على أنها أول أشكال المسرح الموسيقي، الذي قدر له أن يتحول إلى ”أوراتوريو“ (ابتهالية) وإلى ”أوبرا“ (مغناة)].
يمكن القول بأن الأوراتوريو هي أوبرا ذات موضوع ديني تقدم في الكنيسة عوضًا عن المسرح فقد انبثق كل من الأوبرا والأوراتوريو من جذور واحدة، كما انبثقت التمثيلات الدينية (مسرحيات الأسرار أو آلام المسيح) والمسرحيات الدنيوية من جذور واحدة.